# Torfvenn, Rehrbach (BOT)
Koordinaten: 51° 38′ 7″ N, 6° 52′ 11″ O
Das Naturschutzgebiet Torfvenn, Rehrbach (BOT) liegt auf dem Gebiet der kreisfreien Stadt Bottrop in Nordrhein-Westfalen.
Das Gebiet erstreckt sich nördlich der Kernstadt von Bottrop und westlich von Hardinghausen im Bottroper Stadtbezirk Kirchhellen. Östlich des Gebietes verlaufen die Landesstraßen L 104 und L 621 und südlich die L 461. Südwestlich liegt der Flugplatz Dinslaken/Schwarze Heide. Nördlich erstreckt sich das etwa 266,3 ha große Naturschutzgebiet (NSG) Torfvenn/Rehrbach (WES-048; auf dem Gebiet der Gemeinden Hünxe und Schermbeck im Kreis Wesel), östlich das etwa 26,8 ha große NSG Abgrabungsgewässer am Zieroth (BOT-009), südlich das etwa 17,3 ha große NSG Feuchtbiotopkomplex Dinslakener Straße (BOT-010) und nordwestlich und westlich das etwa 550,9 ha große NSG Gartroper Mühlenbach (WES-081).

## Bedeutung
Das etwa 97,5 ha große Gebiet wurde im Jahr 1991 unter der Schlüsselnummer BOT-006 unter Naturschutz gestellt. Schutzziele sind
- der Erhalt und die Optimierung eines naturnahen Bachlaufes mit Auenwald, der Feuchtgrünlandflächen und der gliedernden Gehölzreihen sowie Erhalt der großflächigen Grünlandbereiche u. a. als Äsungsflächen für Gänse und Brutplatz für Wiesenvögel,
- der Erhalt eines Birken-Bruchwaldes, von feuchten Binsenfluren und von naturnahen offenen Weihern,
- die Wiederherstellung eines naturnahen Bachlaufes,
- der Erhalt und die extensive Nutzung der Grünlandflächen sowie
- Offenhalten offener Sandböden als Lebensräume mehrerer seltener und gefährdeter Tier- und Pflanzenarten.[3]